# Jean-Marie Paugam

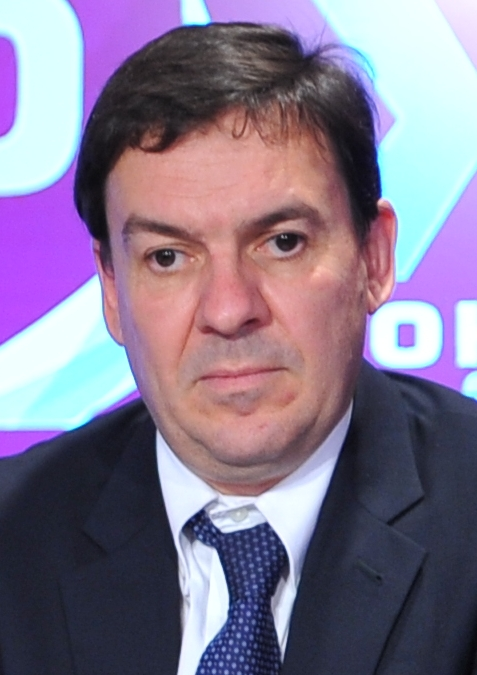
Jean-Marie Paugam (2012)

Jean-Marie Paugam ist ein französischer Diplomat und stellvertretender Generaldirektor der Welthandelsorganisation (WTO).

## Leben
Paugam schloss 1993 die École nationale d’administration ab und hat ein Master in Wirtschaftsrecht und ein Diplom in Politikwissenschaft von der Universität Aix-Marseille.
Paugam war Teil des Institut français des relations internationales und arbeitete für das französische Finanzministerium und das Internationale Handelszentrum. Im Juni 2013 wurde er nach dem Ausscheiden von Patricia Francis geschäftsführender Leiter des ITC. Später wurde er Ständiger Vertreter Frankreichs bei der Welthandelsorganisation. In dieser Funktion war er von 2019 bis 2020 Vorsitzender des Ausschuss für Handel und Umwelt.
Am 4. Mai 2021 ernannte Ngozi Okonjo-Iweala Paugam neben Angela Ellard, Anabel González und Xiangchen Zhang zu einem der vier stellvertretenden Generaldirektoren der Welthandelsorganisation. Seit Juni 2021 ist er im Amt.  Er ist in dieser Funktion für die Abteilungen Landwirtschaft, Handel und Umwelt, Handelspolitiküberprüfung und Personal zuständig. Paugam vertritt die Meinung, dass Handel den Kampf gegen den menschengemachten Klimawandel verstärken könne, indem er die Nutzung von grünen Technologien bestärke. In seinem Amt bekräftigt er diese Ansichten, indem er die Mitglieder anmahnt umweltfreundliche Technologien, bspw. in der Landwirtschaft zu nutzen.

## Publikationen (Auswahl)
- The road to Cancún: the French decision-making process and WTO negotiations in Managing the Challenges of WTO Patricipation, Cambridge University Press, 2005.